# 莊通敏
莊通敏（1738年8月27日—1810年3月5日，乾隆三年七月十三日－嘉慶十五年二月初一日），原名逢恩，字濟盛，一字亭叔，號迂甫，別號澹迂。江蘇省常州府陽湖縣（今屬常州市）人，清朝政治人物。

## 生平
乾隆二十一年（1756年）丙子科江南鄉試取中舉人。
三十七年（1772年）壬辰科會試會魁，殿試位列第二甲第二十六名進士出身。點翰林院庶吉士。
四十年（1775年）四月二十八日散館，授翰林院編修。
四十三年（1778年）二月，因纂修《四庫全書》出力而獲賞以應升之缺列名在前升用。
升左春坊左中允。充文淵閣校理、三通館纂修官、四庫館分校官、國史館纂修官。丁酉、乙亥、戊申順天鄉試同考官。敕封承德郎。
五十六年（1791年）七月十八日，因四庫全書內訛誤多，遭交部議處。同月二十三日，二度遭交部議處。
嘉慶十五年（1810年）二月初一日，卒，年七十三歲。

## 著作
- 《澹香齋詩集》
- 《雙鶴軒唱和詩》[5]

## 家庭及關連
莊通敏屬毗陵莊氏第十三世。

### 先祖
- 曾祖父：莊絳（1643年－1710年），監生，考授同知，詩人。
- 曾祖母：武進前街董氏，通政參議董復之女、廣西蒼梧道董應揚孫女。
- 祖父：莊柱（1690年－1759年），雍正五年進士，官至浙江溫處兵備道副使。
- 祖母：錢氏，康熙四十五年進士翰林院檢討錢榮世之女。

### 父母
- 父：莊存與（1719年－1788年），乾隆十年榜眼，官至禮部左侍郎。
- 母：吳氏，莊存與正室，雍正二年進士山東布政使吳龍應之女。

### 兄弟
- 通敏排行第二，另有一兄一弟、五姊妹：
  - 莊逢原（1736年－1795年），乾隆三十年舉人，官安徽全椒縣教諭。娶吳縣淩氏，乾隆七年進士刑部主事凌鎬之女；繼娶毛氏，兵部主事毛嘉梧之女。
  - 莊選辰（1754年－1785年），乾隆四十三年進士，官內閣中書。娶吳氏，雍正二年進士山東布政使吳龍應孫女。
  - 姊妹一，適長洲附貢生凌瀛。
  - 姊妹二，適乾隆二十九年欽賜舉人內閣中書劉召揚、乾隆元年博學鴻詞文淵閣大學士劉綸之子。
  - 姊妹三，適山東兗州府同知安徽休寧汪本中、雍正二年傳臚吏部尚書汪由敦之孫。
  - 姊妹四，適浙江海寧邑庠生陳翼。
  - 姊妹五，適乾隆四十年欽賜舉人直隸總督江西新建裘行簡。

### 妻室
- 正室：錢氏，康熙四十八年進士直隸長治縣知縣錢人龍孫女、乾隆元年進士廣西巡撫錢度之女。
- 無側室。

### 子女
有一子一女。
- 子：莊雋甲（1761年－1806年），乾隆五十一年舉人，官安徽歙縣教諭。娶江寧汪氏，乾隆十七年進士河南衛輝府知府汪濤之女。
- 女，未嫁。